# Olmediella betschleriana
Olmediella betschleriana är en videväxtart som först beskrevs av Goeppert, och fick sitt nu gällande namn av Loesener. Olmediella betschleriana ingår i släktet Olmediella och familjen videväxter. Inga underarter finns listade i Catalogue of Life.

## Bildgalleri

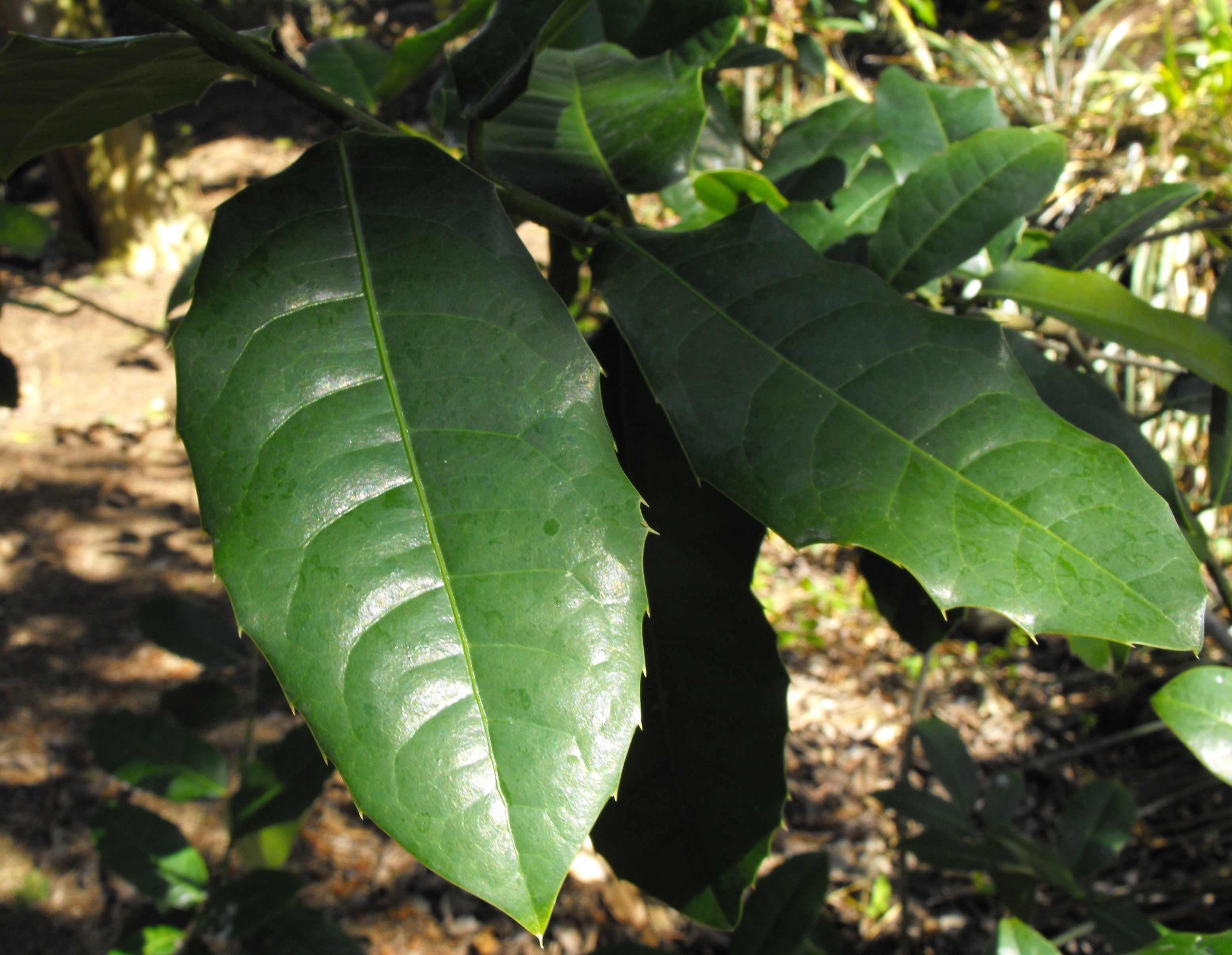